# Wittenmoor
Wittenmoor ist ein Ortsteil der gleichnamigen Ortschaft der Hansestadt Stendal im Landkreis Stendal in Sachsen-Anhalt, (Deutschland).

## Geographie

### Lage
Wittenmoor, ein um das Fenn gewundenes Straßendorf mit Kirche, liegt 15 Kilometer südwestlich von Stendal und 18 Kilometer östlich von Gardelegen am Nordrand der Colbitz-Letzlinger Heide im Süden der Altmark. Das Dorf ist umgeben vom Landschaftsschutzgebiet „Uchte-Tangerquellen und Waldgebiete nördlich von Uchtspringe“.
In Wittenmoor entspringt der Tanger, ein linker Nebenfluss der Elbe. Das Gebiet der Gemarkung ist leicht hügelig, in Richtung Südwesten steigt das waldreiche Gelände auf 128 Meter über NHN an (Bauernheide).
Nachbarorte sind Vollenschier im Südwesten, Vinzelberg im Nordwesten, Nahrstedt im Norden, Insel im Nordosten und Windberge im Südosten.

### Ortschaftsgliederung
Zur Ortschaft gehören die Gemarkung Wittenmoor und die Ortsteile Wittenmoor und Vollenschier mit der Kröpelwarthe. Zur Gemarkung gehört das Forstrevier Wittenmoor im Truppenübungsplatz Altmark mit dem etwa 155 Meter hohen Bockelberg, in dessen Nähe lag früher das Forsthaus Bockelberg, auch Augustenhof genannt.

## Geschichte

### Mittelalter bis Neuzeit
Wittenmoor wurde erstmals im Jahre 1140 genannt, als Graf Otto von Hillersleben dem Bistum Havelberg ein Vorwerk mit dem halben Dorf schenkte. 1150 wurde es als widenmore erwähnt, als dem Bistum Havelberg der Besitz bestätigt wurde, ein Hof, die Hälfte von Wittenmoor aus einer Schenkung des Grafen Otto von Hillersleben und die andere Hälfte aus einer Vergabung des Herzogs Heinrich des Löwen, wie der Abschrift einer Urkunde aus dem Havelberger Kopialbuch zu entnehmen ist. Weitere Nennungen sind 1151 Withemore, 1170 withemore und 1186 wittemore. Im Landbuch der Mark Brandenburg von 1375 wird das Dorf als Wittemor aufgeführt. 1462 heißt es to wittemore, 1686 Weissenmohr, 1687 Wittenmoor und schließlich 1804 Dorf und Gut Wittenmoor und Weißenmoor mit Schmiede, Windmühle, Krug und Nebenzollamt von Gardelegen.

### Gut Wittenmoor
Das Gut entstand aus einem Hof, zu dem im Laufe der Zeit mehrere Güter hinzukamen, die später zu einem Rittergut vereinigt wurden, das bis 1784 im Besitz des Domkapitels in Havelberg war.

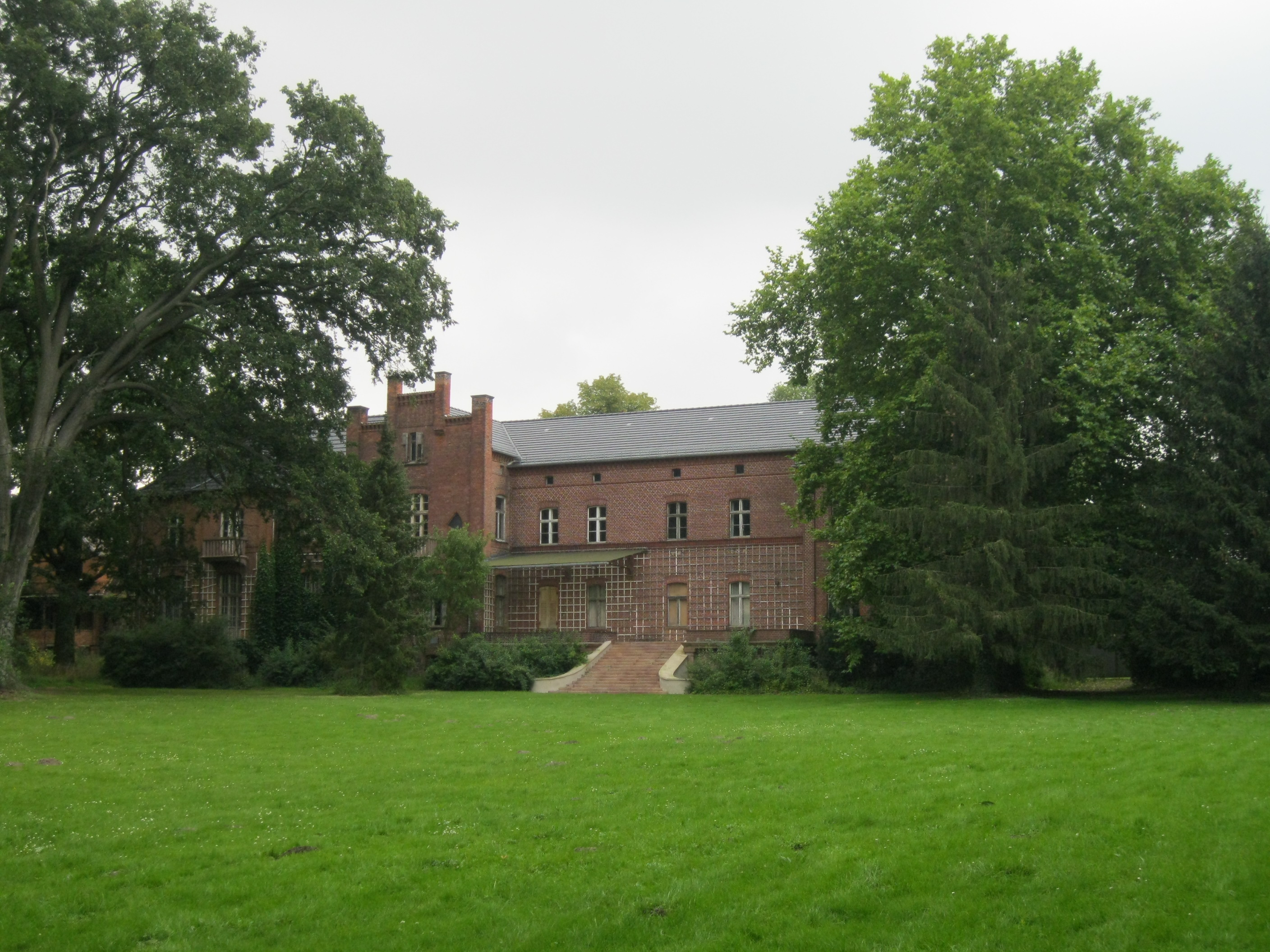
Gutshaus Wittenmoor

1835 erwarb Ferdinand von Alvensleben das Gut zu der die Försterei und Schäferei Augustenhof gehörte. Er verkaufte es 1841 an Udo Gebhard Ferdinand von Alvensleben aus Redekin bei Jerichow. Dieser übernahm nach dem Tod des Ministers Albrecht von Alvensleben 1858 das Gut Erxleben II und verlegte seinen Lebensmittelpunkt von Wittenmoor dorthin. Bis 1918 waren die Eigentümer des Gutes Wittenmoor Mitglied des Preußischen Herrenhauses, königliche Kammerherren, Ritter des Johanniterordens und der Ballei Utrecht des Deutschen Ordens und zugleich in vielen Zweigen der Landes- und Kommunalpolitik tätig. Die Besitzung Wittenmoor der L. von Alvensleben’schen Erben, damals Udo von Alvensleben-Wittenmoor, umfasste 1922 eine Größe von 1077 ha Land, davon 530 ha Wald.
Bei der Bodenreform wurden 1945 ermittelt: eine Besitzung über 100 Hektar umfasste 1080 Hektar, 24 Besitzungen unter 100 Hektar hatten zusammen 260 Hektar, eine Kirchenbesitzung 16 Hektar, eine Gemeindebesitzung 1 Hektar. Davon wurden 51 Hektar enteignet und auf 45 Siedler aufgeteilt. Aus dem Besitz der von Alvensleben mit 497 Hektar wurde ein Provinzialgut gebildet, daraus entstand 1946 ein Saatzuchtbetrieb der Deutschen Saatgutgesellschaft, 1950 ein Volksgut, das 1952 dem VEG Vollenschier angegliedert wurde. 1976 wurde das Gut an das VEG (Saatzucht) Uenglingen angegliedert.
Im Jahre 1958 entstand die erste Landwirtschaftliche Produktionsgenossenschaft, die LPG Typ I „Voran“.
Im Gutshaus residierte die Verwaltung, ein Kindergarten und es wurde als Kultursaal genutzt. 1992 verpachtete die Treuhandanstalt einen Teil des umgewandelten VEG Wittenmoor an die Familie des früheren Eigentümers, verkaufte es jedoch 2007 an einen bayrischen Investor. Im Jahre 2018 verkaufte der Investor das Gut Wittenmoor an einen Unternehmer aus Tangermünde, der auf dem Gut aufgewachsen ist. Zusammen mit einem Unternehmen aus München wird das Haupthaus als Verpackungslager und Büro genutzt. Die Sanierung eines Teils des Herrenhauses wurde über ein Bundesprojekt gefördert.

### Archäologie
Im Jahre 1947 wurden bronzezeitliche Funde bei Wittenmoor gesichert, die als archäologisches Kulturdenkmale unter Schutz stehen: Ein Grabhügelfeld am Bockelberg im Wittenmoorer Forst auf dem heutigen Truppenübungsplatz Altmark und ein Grabhügel am Todtenberg. Beide liegen an einer alten Handelsstraße zwischen Tangermünde und Gardelegen in der Colbitz-Letzlinger Heide.
Im Jahre 1865 hatte Udo Gebhard Ferdinand von Alvensleben aus Erxleben bronzezeitliche Funde aus der damals zum Rittergut Wittenmoor gehörenden wüsten Feldmark Mispelwerder dem Altmärkischen Geschichtsverein in Salzwedel übergeben. Der Fundort lag wohl im heute östlichen oder nordöstlichen Rand der Gemarkung Wittenmoor, an der Grenze zu Insel, bei der Wüstung Mispelwerder. Die Funde, u. a. ein Vollgriffsschwert und Lanzenspitzen, werden im Johann-Friedrich-Danneil-Museum in Salzwedel aufbewahrt.

### Naturschutzgebiet
Das Fenn in Wittenmoor, heute ein Fauna-Flora-Habitat-Gebiet, wurde bereits am 20. September 1939 per Verordnung über das „Naturschutzgebiet das Fenn“ in der Gemarkung Wittenmoor unter Schutz gestellt.

### Herkunft des Ortsnamens
Der Name widenmore wird als „Weidenmoor“ gedeutet.

### Eingemeindungen

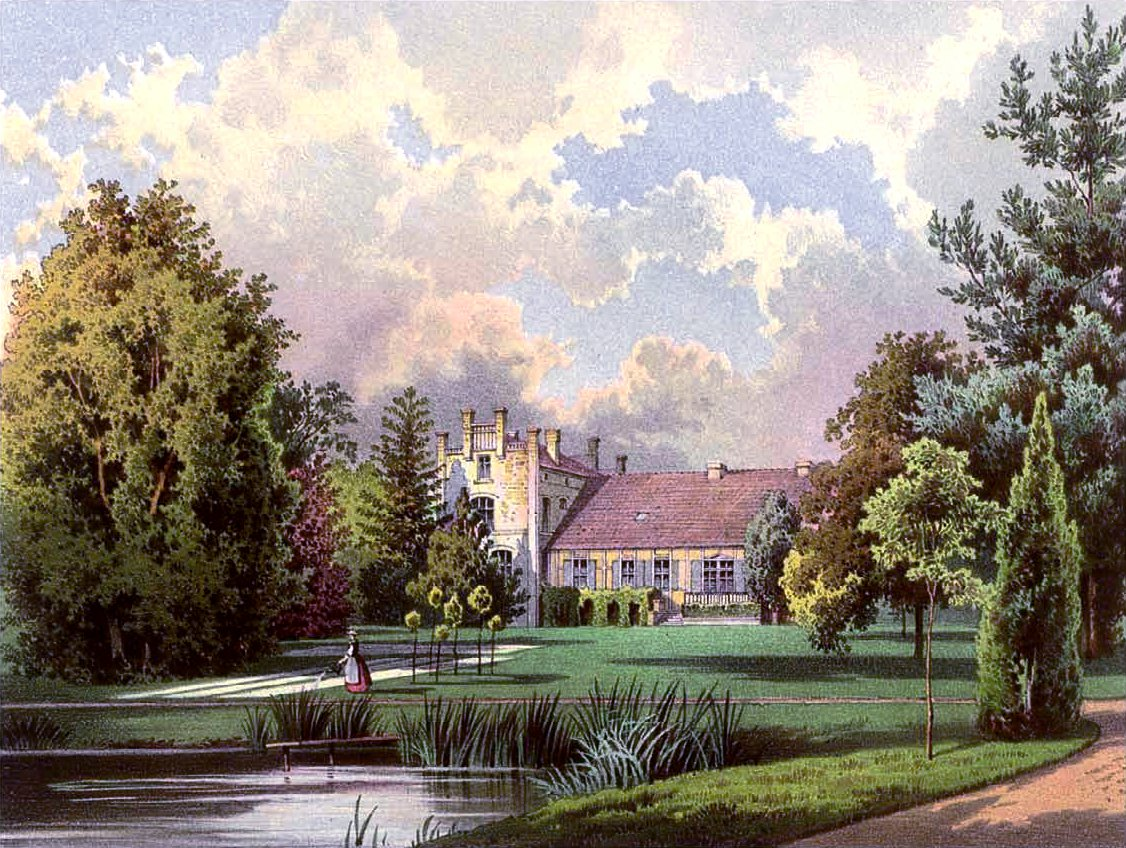
Rittergut Wittenmoor um 1873/74, Sammlung Alexander Duncker

Ursprünglich gehörten Gut und Dorf Wittenmoor zum Tangermündeschen Kreis der Mark Brandenburg in der Altmark. Zwischen 1807 und 1813 lagen beide im Kanton Lüderitz auf dem Territorium des napoleonischen Königreichs Westphalen. Nach weiteren Änderungen gehörten Gut und Gemeinde ab 1816 zum Kreis Stendal, dem späteren Landkreis Stendal.
Am 30. September 1928 wurde der Gutsbezirk Wittenmoor mit der Landgemeinde Wittenmoor vereinigt. Am 1. Januar 1957 ist die Gemeinde Vollenschier aus dem Kreis Gardelegen mit dem Wohnplatz Kröpelwarthe in die Gemeinde Wittenmoor eingemeindet worden.
Bis zum 31. Dezember 2009 war Wittenmoor eine selbstständige Gemeinde mit dem zugehörigen Ortsteil Vollenschier.
Durch einen Gebietsänderungsvertrag beschloss der Gemeinderat der Gemeinde Wittenmoor am 3. Juni 2009, dass die Gemeinde Wittenmoor in die Stadt Stendal eingemeindet wird. Dieser Vertrag wurde vom Landkreis als unterer Kommunalaufsichtsbehörde genehmigt und trat am 1. Januar 2010 in Kraft.
Nach der Eingemeindung der bisher selbstständigen Gemeinde Wittenmoor wurden Wittenmoor und Vollenschier Ortsteile der Stadt Stendal. Für die eingemeindete Gemeinde wurde die Ortschaftsverfassung nach den §§ 86 ff. der Gemeindeordnung Sachsen-Anhalt eingeführt. Die eingemeindete Gemeinde Wittenmoor mit den künftigen Ortsteilen Wittenmoor und Vollenschier wurde zur Ortschaft der aufnehmenden Stadt Stendal. In der eingemeindeten Gemeinde und nunmehrigen Ortschaft Wittenmoor wurde ein Ortschaftsrat mit fünf Mitgliedern einschließlich Ortsbürgermeister gebildet.

### Einwohnerentwicklung
| Jahr            | 1734 | 1772 | 1790 | 1798 | 1801 | 1818 | 1840 | 1864 | 1871 | 1885 | 1892 | 1895 | 1900 | 1905 | 1910 |
| Dorf Wittenmoor | 81   | 56   | 172  | 98   | 173  | 211  | 268  | 318  | 248  | 265  | 290  | 241  | 304  | 239  | 304  |
| Gut Wittenmoor  |      |      |      | 91   |      |      |      |      | 051  | 047  |      | 067  |      | 082  |      |

| Jahr | Einwohner |
| ---- | --------- |
| 1925 | 365       |
| 1939 | 281       |
| 1946 | 438       |
| 1964 | 565       |
| 1971 | 561       |

| Jahr | Einwohner |
| ---- | --------- |
| 1981 | 422       |
| 1993 | 364       |
| 2006 | 282       |
| 2013 | [00]180   |
| 2014 | [00]176   |

| Jahr | Einwohner |
| ---- | --------- |
| 2018 | [00]160   |
| 2019 | [00]154   |
| 2021 | [00]138   |
| 2022 | [00]136   |
| 2023 | [0]135    |

Quelle, wenn nicht angegeben, bis 2006:

## Religion
- Die evangelische Kirchengemeinde Wittenmoor gehörte früher zur Pfarrei Lüderitz.[27] Sie wird heute betreut vom Pfarrbereich Kloster Neuendorf im Kirchenkreis Salzwedel im Bischofssprengel Magdeburg der Evangelischen Kirche in Mitteldeutschland.[28] Die ältesten überlieferten Kirchenbücher für Wittenmoor stammen aus dem Jahre 1747.[29]
- Die katholischen Christen gehören zur Pfarrei St. Anna in Stendal im Dekanat Stendal im Bistum Magdeburg.[30]

## Politik

### Ortsbürgermeister
Hans-Georg von Engelbrechten-Ilow ist seit der Wahl im Jahre 2019 Ortsbürgermeister der Ortschaft Wittenmoor.
Die letzte Bürgermeisterin der Gemeinde Wittenmoor war Kati Sprenger.
Zu DDR-Zeiten waren dort Arnold Lück und Ernst Köhn als Bürgermeister tätig.

### Ortschaftsrat
Bei Ortschaftsratswahl am 9. Juni 2024 stellten sich zwei Gruppen zur Wahl.:
- Hand in Hand für Wittenmoor und Vollenschier (222 Stimmen für 3 Sitze)
- Wir für Wittenmoor und Vollenschier (98 Stimmen für 2 Sitze)

Gewählt wurden eine Frau und vier Männer. Von 165 Wahlberechtigten hatten 111 ihre Stimme abgegeben, die Wahlbeteiligung betrug damit 67,27 Prozent.

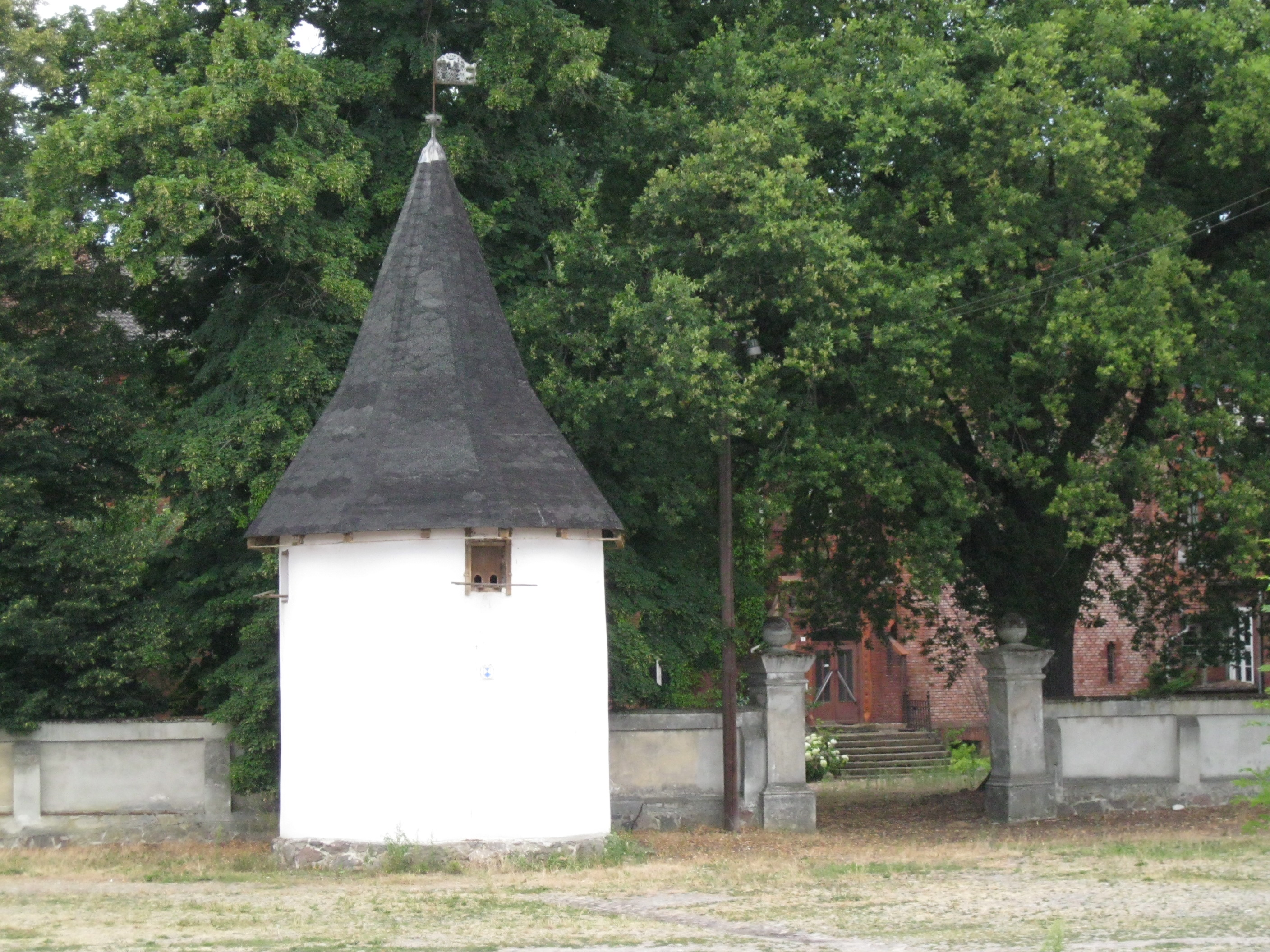
Taubenturm vor dem Gutshaus Wittenmoor

## Kultur und Sehenswürdigkeiten
- Die evangelische Dorfkirche Wittenmoor wurde 1895 auf den Überresten eines alten Feldstein-Fundamentes errichtet. Die Innenausmalung erfolgte durch den Kirchenmaler Adolf Quensen.[34] Gestühl, Altar, Stühle und das Orgelgehäuse stammen von der Firma Gustav Kuntzsch, Anstalt für kirchliche Kunst, Wernigerode.[5]
- Gutshaus (Schloss) mit Wirtschaftshof und Parkanlage, von 1856 bis 1915 erbaut
- Der Taubenturm als Rest eines mittelalterlichen Wehrturmes wurde um 1750 errichtet.[18]
- Fenn (Hochmoor) in einer Senke inmitten von Wittenmoor, ein Naturschutzgebiet, das über einen Knüppeldamm begehbar ist

## Sage aus Wittenmoor – Gösekenstein
Auf der Grenze der Rittergutsfelder von Wittenmoor und Westinsel lag früher ein großer erratischer Block, der „Gösekenstein“, plattdeutsch „Güstensteen“. Der Stein wurde von einem Amtsmann zu Westinsel in Stücke gesprengt. Das wurde zwar verfolgt, aber es kam nicht zum Prozess. Reste des Steins waren 1906 noch erhalten.
Um den Stein rankt sich diese Sage: Eine junge Dirne aus Insel, wollte nach dem Empfang des heiligen Abendmahls Abends zum Tanz nach Wittenmoor gehen. Die Eltern versuchten vergeblich das Mädchen davon abzubringen. Das Mädchen sagte: „Und ick goah doch hen, un wenn ick sall met'n Deubel danzen!“ Sie tanzte dort ausgelassen, auf dem Rückweg begegnete sie dem Teufel, ohne es zu wissen. Er tanzte mit ihr, bis sie tot umfiel.

## Verkehr
Wittenmoor liegt an der Landstraße 30 vom Nachbarortsteil Vinzelberg (Anschluss an die B 188) nach Lüderitz (Anschluss an die B 189).
Es verkehren Linienbusse und Rufbusse von stendalbus.
Der nächste Bahnhof befindet sich im Nachbarortsteil Vinzelberg (Hauptstrecke Hannover–Stendal–Berlin).

## Persönlichkeiten
- Udo Gebhard Ferdinand von Alvensleben (1814–1879), Erbtruchsess, Mitglied des Preußischen Herrenhauses erwarb 1841 das Gut Wittenmoor
- Graf Albrecht von Alvensleben-Schönborn (1848–1928), Erbtruchsess, Mitglied des Preußischen Herrenhauses ist in Wittenmoor geboren
- Ludolf Udo von Alvensleben (1852–1923), Besitzer des Gutes Wittenmoor, Kreisdeputierter, Mitglied des Preußischen Herrenhauses
- Udo von Alvensleben (1897–1962), Besitzer des Gutes Wittenmoor, Kunsthistoriker
- Ludolf Jacob von Alvensleben (1899–1953), SS-Standartenführer sowie SS- und Polizeiführer in Italien, geboren in Wittenmoor
- Wichard von Alvensleben (1902–1982), Forstwirt, Offizier, geboren in Wittenmoor
- Busso von Alvensleben (* 1949), Diplomat